# Якубов, Равиль Амирович
Равиль Амирович Якубов (род. 26 июля 1970, Москва) — советский и российский хоккеист, нападающий. Воспитанник школы московского «Динамо». Мастер спорта международного класса. Двукратный чемпион СССР (1991, 1992). Двукратный чемпион России (1993, 1995). Многократный призёр национальных первенств. Финалист Кубка европейских чемпионов (1991).
По завершении спортивной карьеры — тренер.

## Игрок
Родился 26 июля 1970 года в Москве. Воспитанник школы московского «Динамо». Нападающий.
В 1992 году был выбран клубом «Calgary Flames» в 6 раунде драфта NHL под общим 126 номером.
В карьере выступал за московское «Динамо», «Saint John Flames» AHL, «Fort Wayne Komets» IHL, «Utah Grizzlies» IHL, MODO Швеция, «Авангард» и «Сибирь».

## Карьера
Выступал за МЦОП (Москва, 1989), «Динамо»-2 (Москва, 1990—1992), «Динамо» (Москва, 1991—1996, 2002), «Форт-Уэйн Кометс» (ИХЛ, 1997), «Юта Гризлис» (ИХЛ, 1997), «Сент-Джонс Флеймз» (АХЛ, 1997), «МоДо» (Эрншельдсвик, Швеция, 1998), «Авангард»-ВДВ (Омск, 1999), «Сибирь» (Новосибирск, 2004, 2005).
В сезонах 1999—2001, 2003, провёл за «Авангард» 200 игр, забросил 26 шайб, сделал 74 передачи, набрал 197 минут штрафа. Был капитаном команды.
В высшем дивизионе отечественного хоккея 637 игр, 108 шайб, 171 передача, 484 минуты штрафа. Всего за карьеру в различных лигах сыграл 842 матча, забросил 168 шайб, сделал 217 передач, набрал 625 минут штрафа.

### Достижения
- Двукратный Чемпион СССР (1991, 1992)
- Серебряный призёр чемпионата России 2001.
- Третий призёр Континентального Кубка 1999 года.
- Обладатель Кубка МХЛ — 1993, 1995, 1996.
- Серебряный призёр чемпионата МХЛ — 1994, 1996.
- Чемпион России — 1993, 1995.
- Финалист Кубка европейских чемпионов 1991 года, второй призёр 1993, 1994 годов, третий призёр 1992 года.

### Статистика
Последнее обновление: 21 декабря 2015 года
|                 |                  |      | Регулярный сезон | Регулярный сезон | Регулярный сезон | Регулярный сезон | Регулярный сезон | Регулярный сезон | Плей-офф | Плей-офф | Плей-офф | Плей-офф | Плей-офф | Плей-офф |
| Сезон           | Команда          | Лига | Игр              | Г                | П                | Очк              | +/-              | Штр              | Игр      | Г        | П        | Очк      | +/-      | Штр      |
| --------------- | ---------------- | ---- | ---------------- | ---------------- | ---------------- | ---------------- | ---------------- | ---------------- | -------- | -------- | -------- | -------- | -------- | -------- |
| 1990/91         | Динамо Мск       | СССР | 31               | 4                | 4                | 8                | —                | 6                | —        | —        | —        | —        | —        | —        |
| 1991/92         | Динамо Мск       | СНГ  | 32               | 11               | 2                | 13               | —                | 18               | —        | —        | —        | —        | —        | —        |
| 1992/93         | Динамо Мск       | МХЛ  | 40               | 7                | 13               | 20               | —                | 26               | —        | —        | —        | —        | —        | —        |
| 1993/94         | Динамо Мск       | МХЛ  | 44               | 12               | 12               | 24               | —                | 30               | —        | —        | —        | —        | —        | —        |
| 1994/95         | Динамо Мск       | МХЛ  | 49               | 15               | 8                | 23               | —                | 38               | —        | —        | —        | —        | —        | —        |
| 1995/96         | Динамо Мск       | МХЛ  | 45               | 12               | 16               | 28               | —                | 34               | —        | —        | —        | —        | —        | —        |
| 1996/97         | Сент-Джон Флэймз | АХЛ  | 24               | 3                | 5                | 8                | -7               | 18               | —        | —        | —        | —        | —        | —        |
| 1996/97         | Форт-Уэйн Кометс | ИХЛ  | 6                | 0                | 2                | 2                | -1               | 2                | —        | —        | —        | —        | —        | —        |
| 1996/97         | Юта Гриззлис     | ИХЛ  | 13               | 3                | 8                | 11               | 6                | 8                | 7        | 3        | 0        | 3        | 1        | 0        |
| Всего в КХЛ     |                  |      |                  |                  |                  |                  |                  |                  |          |          |          |          |          |          |
| Всего в карьере |                  |      |                  |                  |                  |                  |                  |                  |          |          |          |          |          |          |

## Тренер
Завершил карьеру игрока весной 2005 года в «Сибири». В марте того же года в Омске был создан Независимый профсоюз хоккеистов России, в котором Якубов получил должность заместителя председателя. В октябре 2007 года вернулся в родное «Динамо», куда его пригласили в качестве тренера хоккейной школы. А вскоре стал ассистентом главного тренера основной команды. В «Динамо» работал с декабря 2007 по апрель 2010 и вместе с командой выиграл Кубок Шпенглера 2008.
Работал тренером в «Нефтехимике» с 18 ноября 2011 по сезон 2012/13 включительно.
В «Витязе» ассистент тренера — с 1 ноября 2013 г.
С 29 ноября 2015 г. — исполняющий обязанности главного тренера ХК «Витязь» Подмосковье

### Статистика (главный тренер)
Последнее обновление: 23 марта 2016 года
| Команда | Турнир-сезон | Регулярный сезон | Регулярный сезон | Регулярный сезон | Регулярный сезон | Регулярный сезон | Регулярный сезон | Регулярный сезон | Регулярный сезон                        | Плей-офф             | Плей-офф             | Плей-офф             | Плей-офф             |
| Команда | Турнир-сезон | И                | В                | ВО/ВБ            | ПО/ПБ            | П                | О                | %О               | Результат                               | И                    | В                    | П                    | Результат            |
| ------- | ------------ | ---------------- | ---------------- | ---------------- | ---------------- | ---------------- | ---------------- | ---------------- | --------------------------------------- | -------------------- | -------------------- | -------------------- | -------------------- |
| Витязь  | КХЛ 2015-16  | 25               | 7                | 2                | 1                | 15               | 26               | 34,7 %           | 13-е в Западной конференции, 24-е в КХЛ | не попали в плей-офф | не попали в плей-офф | не попали в плей-офф | не попали в плей-офф |